# Péter Módos
Péter Módos, född den 17 december 1987 i Szigetvár, Ungern, är en ungersk brottare som tog OS-brons i bantamviktsbrottning vid de grekisk-romerska OS-brottningstävlingarna 2012 i London. 